# Nectopyramis thetis
Nectopyramis thetis is een hydroïdpoliep uit de familie Prayidae. De poliep komt uit het geslacht Nectopyramis. Nectopyramis thetis werd in 1911 voor het eerst wetenschappelijk beschreven door Bigelow. 